# قشريات جرابية
القشريات الجرابية أو القشريات الكيسية (الاسم العلمي: Peracarida) هي طبقة من المفصليات تتبع صنف اللينات الدرقة الحقيقية من طائفة اللينات الدرقة 

## رتب
- مزدوجات الأرجل
- متماثلات الأرجل
- الربيانيات المقلنسة